# 영운중학교
영운중학교(靈雲中學校)는 대한민국 경상남도 김해시 삼방동에 있는 공립 중학교이다.

## 학교 연혁
- 1999년 1월 4일 : 영운중학교 설립인가 (10학급)
- 1999년 3월 1일 : 영운중학교 개교
- 2023년 1월 6일 : 제22회 졸업식(졸업생 128명, 총 7,221명)
- 2023년 3월 1일 : 제10대 최경호 교장 부임
- 2023년 3월 2일 : 제25회 입학식(91명)

## 참고 자료
- 영운중학교 - 한국교육학술정보원 학교알리미